# Скоморохи (камерный оркестр)
Скоморохи (камерный оркестр народных инструментов) — ансамбль русских народных инструментов, созданный в 1969 году на Факультете Искусств Санкт-Петербургского Государственного Института Культуры. В настоящее время именуется как Камерный оркестр народных инструментов «Скоморохи».

## Состав
Художественный руководитель и дирижёр камерного оркестра народных инструментов «Скоморохи» — заведующий кафедрой оркестрового дирижирования СПбГИК, кандидат педагогических наук, Заслуженный деятель искусств, профессор Виктор Акулович. На протяжении двадцати лет концертмейстером инструментальной группы работал Заслуженный работник культуры РФ, профессор Александр Абакшонок (баян). за это время он написал более ста аранжировок для ансамбля.
Основой коллектива являются студенты кафедры народных инструментов и кафедры оркестрового дирижирования СПбГИК. Периодически к работе ансамбля привлекаются студенты других кафедр — русского народного песенного искусства, хореографии и режиссуры.
Инструментальный состав камерного оркестра насчитывает 13-15 исполнителей на основных русских народных музыкальных инструментах — балалайка, домра, баян. Владение исполнителями несколькими музыкальными инструментами позволяет использовать в концертной деятельности различные фольклорные музыкальные инструменты: духовые — жалейка, владимирский рожок, свирель, ударные — ложки, коробочки, трещотки, бубенцы, шумовые — шаркунок, рубель, коса, пила.

## Концертная деятельность
Концерты камерного оркестра народных инструментов «Скоморохи» проходят в различных городах России — на Дальнем Востоке и Сибири, Каспии и Байкале, Карелии и Центральной России. В Санкт-Петербурге ансамбль выступает на главных концертных площадках города: Академической капелле им. M. Глинки, БКЗ «Октябрьском», Большом и Малом зале Петербургской филармонии, дворцах — исторических памятниках Петербурга. «Скоморохи» приняли участие в престижных музыкальных фестивалях: «Музыкальная весна в Санкт-Петербурге», «От авангарда до наших дней», «Японская весна в Санкт-Петербурге», «Всероссийский фестиваль А. Петрова», «Рождественские встречи», «Русская музыка на Балтике», «Почётные граждане Санкт-Петербурга», «Петербургская осень», «Имена Петербурга», «Петербургский ренессанс Сергея Слонимского», «Российский Гаврилинский фестиваль» и др.
Также результатами художественной деятельности ансамбля «Скоморохи» являются десятки передач на радио и ТВ, записи музыки к кинофильмам, 5 CD-дисков, 10 DVD концертных программ, аудио-кассеты выпущенные в России, Германии и Великобритании.
Камерный оркестр народных инструментов «Скоморохи» активно сотрудничает с ведущими исполнителями народно-инструментального жанра — Народные артисты России Александр Цыганков (домра малая) и Михаил Горобцов (домра альтовая), Заслуженный артист России Юрий Шишкин (баян), Лауреат международных конкурсов Андрей Горбачёв (балалайка), гусляр, мультинструменталист , заслуженный артист России Константин Шаханов, исполнитель на концертино и ксилофоне Валентин Осипов.

## Репертуар
Основой репертуара камерного оркестра народных инструментов «Скоморохи» являются оригинальные произведения, написанные для народных инструментов. Специально для ансамбля «Скоморохи» создавали свои сочинения композиторы И. Цветков, И. Рогалев, С. Слонимский, В. Фадеев, А. Муромцев, В. Биберган, А. Пономарев.